# Oskar Markusson
Oskar Markusson, född den 2 januari 1986, är en svensk dansare som tävlar i lindy hop. Den största meriten är ett VM-guld från 2009. Han har också vunnit tre SM-guld i samma dans. Markusson tävlar för dansklubben i Jokkmokk.